# Бичи (река)
Бичи — река в Ульчском районе Хабаровского края. Длина — 300 км, площадь водосборного бассейна — 6290 км².

## География
Река под названием Правые Бичи стекает с северо-западного склона горы Стланиковая в горном массиве к северу от нижнего течения Амура на высоте более 392 м над уровнем моря. Направление течения последовательно меняется с северо-западного на северо-восточное, юго-восточное и южное. В среднем течении с юга огибает горный хребет Чаятын. Впадает с севера в озеро Удыль несколькими рукавами на отметке менее 12 м над уровнем моря, образуя общую дельту с рекой Битки. Населённых пунктов на реке нет. Ширина реки в нижнем течении составляет 50 м при глубине 1,4 м и скорости течения 1,1 м/с.

## Основные притоки
Указаны притоки длиной 30 км и более
| Название   | Расстояние от устья | Длина | Положение |
| ---------- | ------------------- | ----- | --------- |
| Ельга      | 139                 | 32    | правый    |
| Джатка     | 198                 | 65    | правый    |
| Алдыс      | 250                 | 45    | левый     |
| Левые Бичи | 252                 | 43    | левый     |

## Данные водного реестра
По данным государственного водного реестра России и геоинформационной системы водохозяйственного районирования территории РФ, подготовленной Федеральным агентством водных ресурсов:
- Бассейновый округ — Амурский
- Речной бассейн — Амур
- Речной подбассейн — Амур от впадения Уссури до устья
- Водохозяйственный участок — Амур от города Комсомольск-на-Амуре до устья без реки Амгунь